# جیانفرانکو زیلیولی
جیانفرانکو زیلیولی (ایتالیایی: Gianfranco Zilioli؛ زادهٔ ۵ مارس ۱۹۹۰) دوچرخه‌سوار اهل ایتالیا است.

## باشگاهی
از باشگاه‌هایی که در آن رکاب زده‌است می‌توان به اندرونی جوکاتولی–سیدرمک و نیپو–وینی فانتینی اشاره کرد.